# Orquesta Filarmónica de Honduras

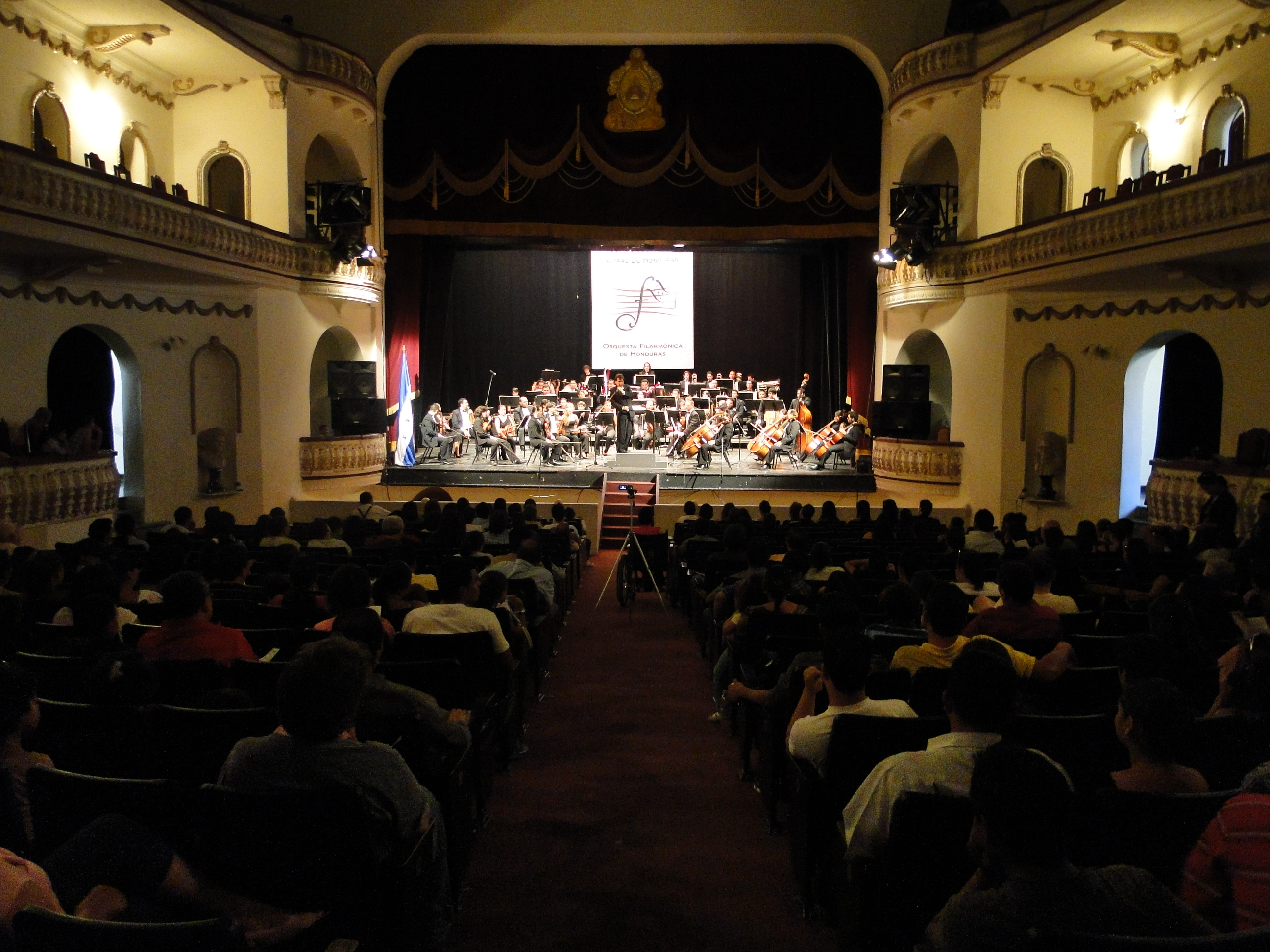
Concierto de la OFH en el Teatro Nacional Manuel Bonilla.

La Orquesta Filarmónica de Honduras es una orquesta sinfónica con sede en Tegucigalpa, Honduras.

## Historia
La Orquesta Filarmónica de Honduras fue fundada en Tegucigalpa en 2002.

### Antecedentes
Las Orquestas Filarmónicas son orquestas que en sus inicios coexistían en las mismas ciudades con las orquestas sinfónicas, y eran formadas no necesariamente por músicos profesionales, aunque actualmente los términos Orquesta Filarmónica y Orquesta Sinfónica son sinónimos.
La Orquesta Filarmónica de Honduras es fundada en el 2002 y por dos años coexistió con la Orquesta Sinfónica Nacional de Honduras, hasta la desaparición de la segunda en 2004. Además de la Orquesta de Cámara de San Pedro Sula.

### Actividad y Expansión Cultural
Desde su fundación en noviembre de 2005, la Orquesta Filarmónica de Honduras ha ofrecido más de 65 conciertos anuales, interpretando un repertorio de más de 200 obras. Su labor no solo se centra en la interpretación musical, sino también en la promoción de la cultura en todo el país, brindando al público hondureño acceso a experiencias artísticas de alta calidad. A través de programas diseñados tanto para niños como adultos, la orquesta contribuye al desarrollo artístico, educativo y recreativo de la sociedad hondureña.

## Dirección musical

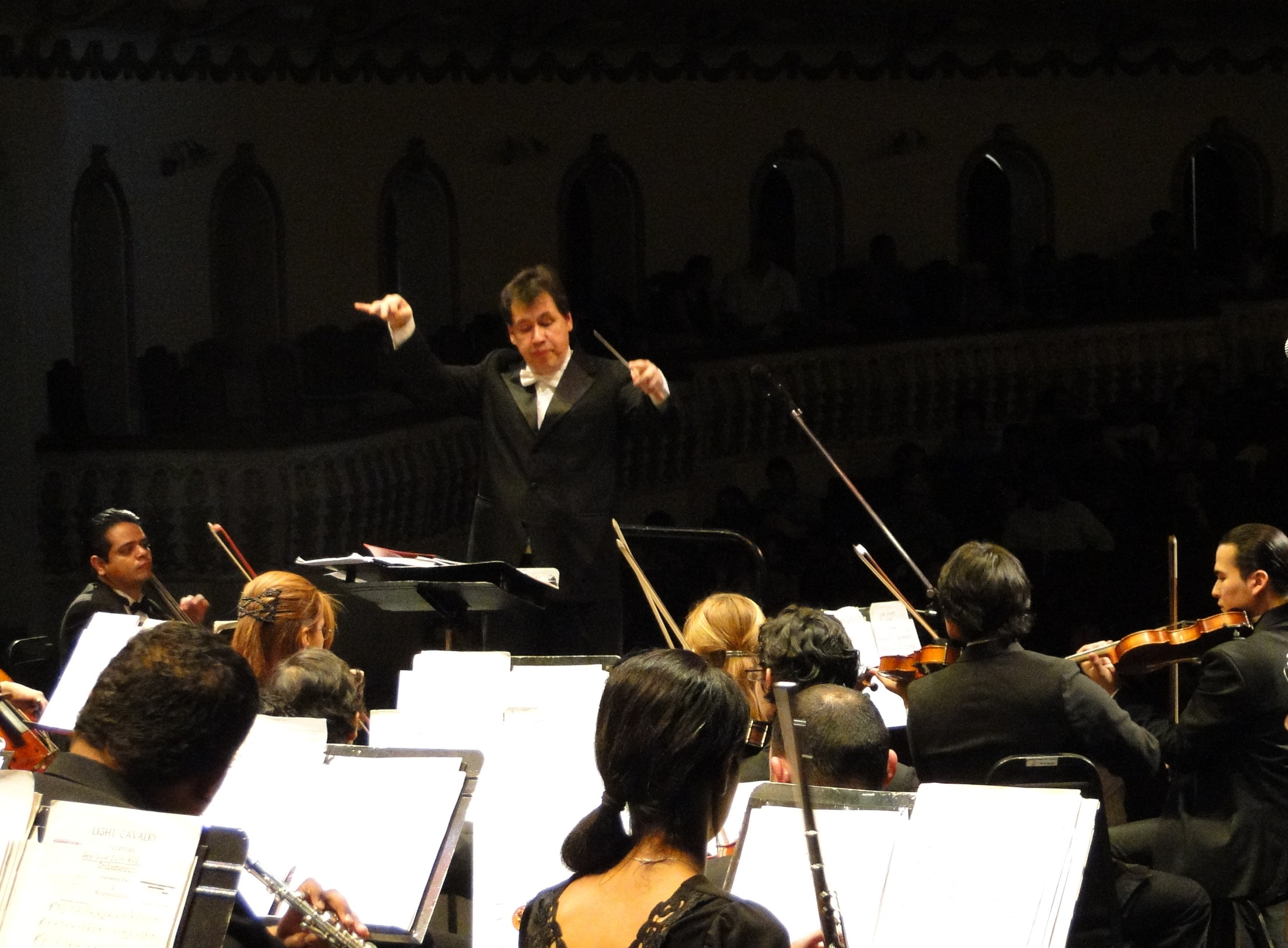
Jorge Gustavo Mejía dirigendo la Orquesta Filarmónica de Honduras en 2011.

El director de la orquesta es Jorge Gustavo Mejía, quien funge en el puesto de forma vitalicia bajo decreto.

## Financiamiento
Junto a la Orquesta de Cámara de San Pedro Sula son las únicas dos orquestas profesionales que reciben financiamiento por parte del Estado de Honduras a través de la Secretaría de Cultura, Artes y Deportes. Anteriormente era también financiada la Orquesta Sinfónica Nacional de Honduras.

### Asociáción Filarmónica Coral de Honduras
En 2002, un grupo de personas lideradas por Jorge Mejía, fundaron la Asociación Filarmónica Coral de Honduras (AFCH), una organización sin fines de lucro orientada a la promoción de la música y la formación de agrupaciones musicales en Honduras.

## Repertorio

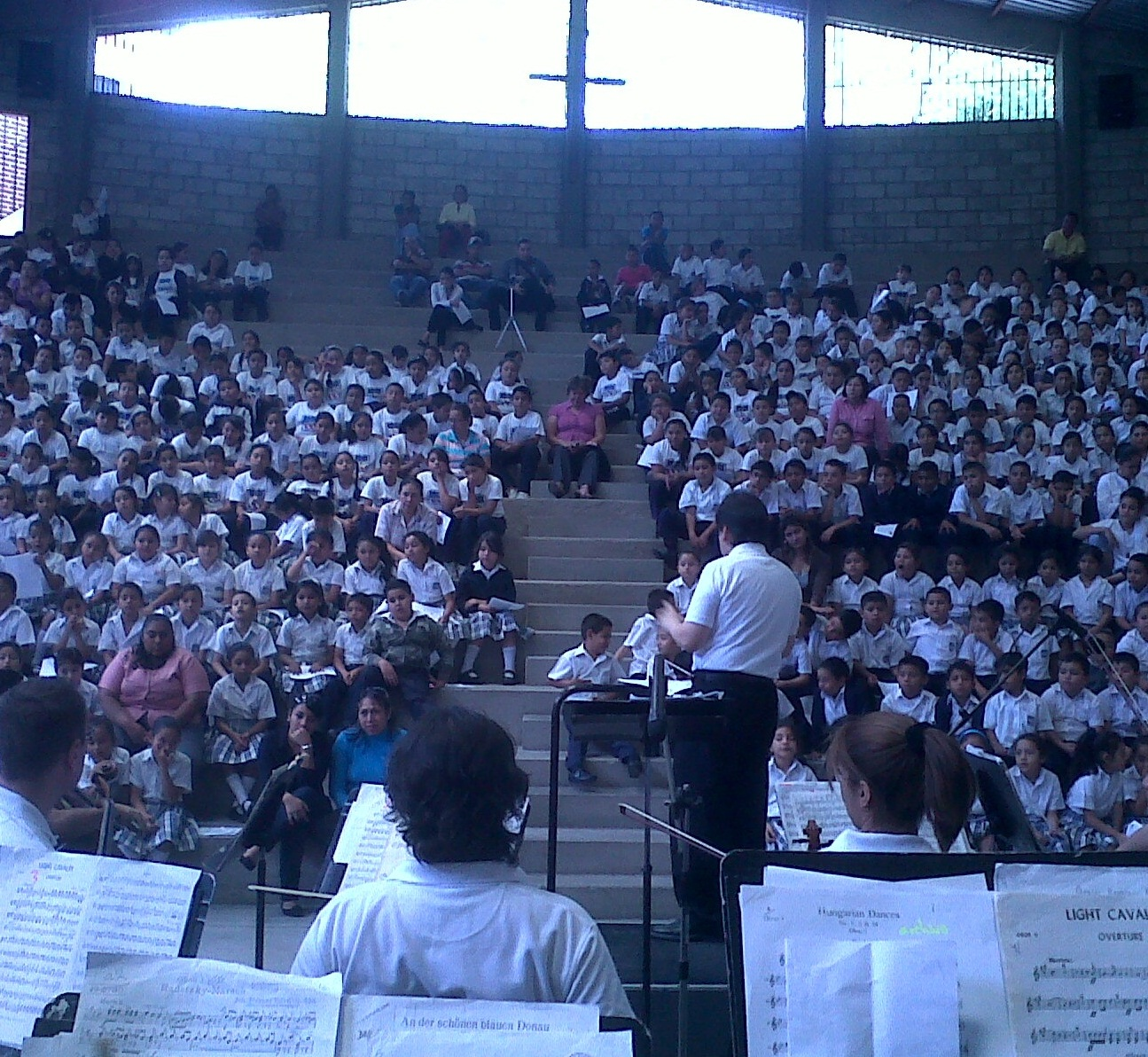
Concierto didáctico de la OFH en el Hogar y Escuela de Niños San Jerónimo Emiliani de Tegucigalpa.

La OFH ofrece regularmente conciertos en Tegucigalpa y otras ciudades hondureñas, y ha organizado eventos especiales, como el concierto "Sinfonía bajo las estrellas" en el Parque Nacional El Picacho, en colaboración con Banpaís. Su repertorio abarca obras de Mozart, Orff y Beethoven, además de composiciones de compositores hondureños y latinoamericanos, destacando la riqueza y diversidad musical de la región.

## Artistas invitados

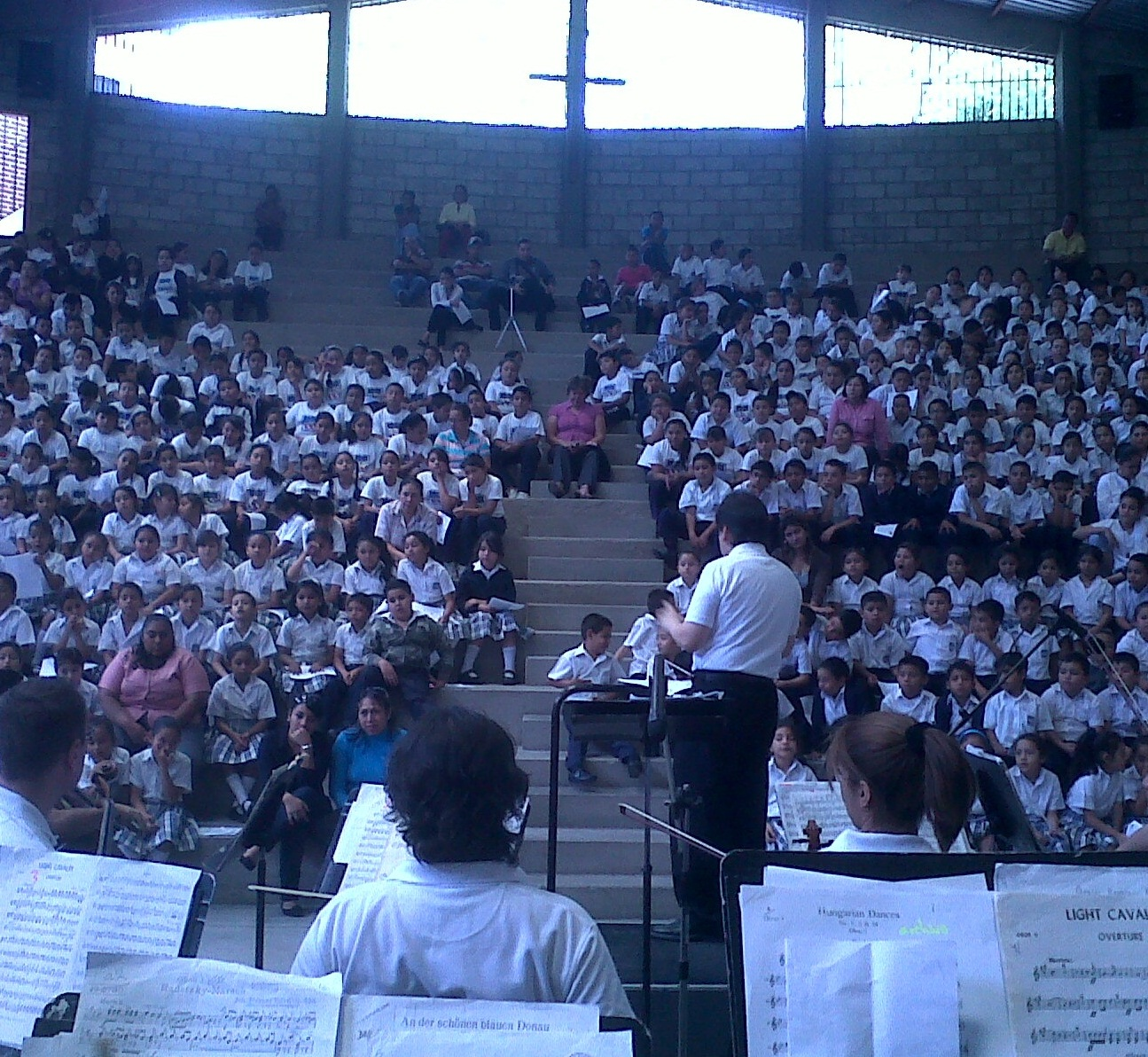
Concierto didáctico de la OFH en el Hogar y Escuela de Niños San Jerónimo Emiliani de Tegucigalpa.

Ha contado con diferentes solistas invitados de talla internacional como ser Fujiko Imajishi (Japón), Andrew Cunningham (Inglaterra), David Apellániz (España), Michael Patilla (USA), Carol Patilla (USA) y Rafael Serrallet (España); así como directores con reconocida trayectoria Stephan Konig (Alemania), Frank Collura (USA), Alejandro Vila (Argentina), entre otros.

## Conciertos didácticos

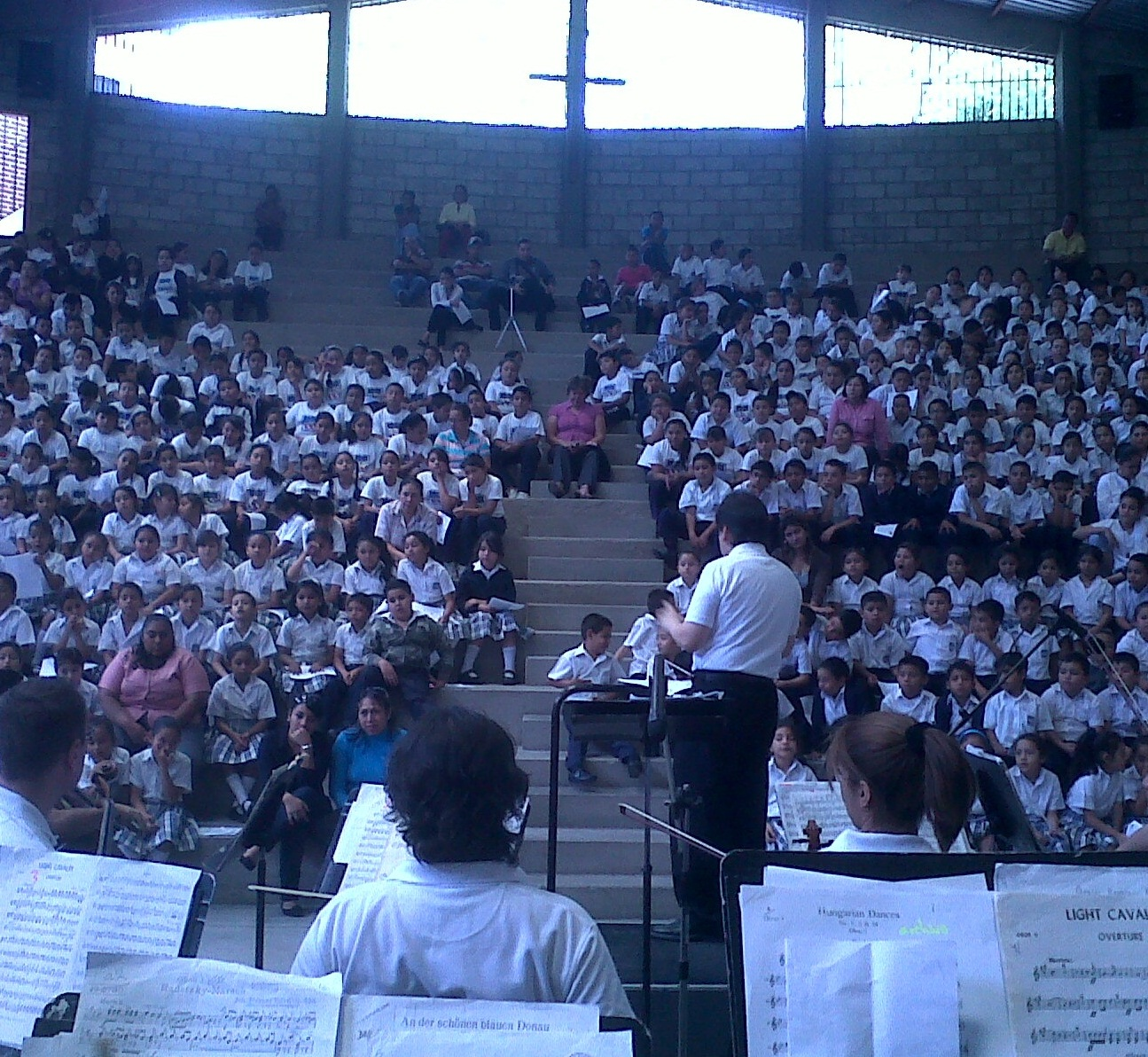
Concierto didáctico de la OFH en el Hogar y Escuela de Niños San Jerónimo Emiliani de Tegucigalpa.

La OFH ha ofrecido numerosos conciertos didácticos y presentaciones que buscan acercar la música sinfónica al público hondureño.